# Sericopimpla erythromerus
Sericopimpla erythromerus là một loài tò vò trong họ Ichneumonidae.